# تود دوفريسن
تود دوفريسن هو فيلسوف كندي، ولد في 7 نوفمبر 1966.